# Chakra (motore JScript)
Chakra è un motore JScript sviluppato da Microsoft per il browser Web Windows Internet Explorer 9. Una funzione distintiva della versione a 32 bit del motore è che effettua la compilazione just-in-time degli script su un core separato della CPU, parallela al browser Web. Il motore è anche in grado di accedere alla GPU del computer, in particolare per la grafica 3D e i video.
Anche se Microsoft in passato ha sottolineato l'importanza nelle prestazioni globali di un browser di altri elementi, come il rendering e il marshalling, i miglioramenti al motore hanno costituito la risposta all'evoluzione dei browser concorrenti, rispetto ai quali Internet Explorer 8 era restato indietro in termini di velocità di elaborazione JavaScript.

## Prestazioni JavaScript
I test SunSpider effettuati il 18 novembre 2009 hanno mostrato che la versione di Windows Internet Explorer 9 usata nella conferenza PDC 2009 eseguiva gli script molto più velocemente di Windows Internet Explorer 8, ma più lentamente di Firefox 3.6, Chrome 4 e WebKit Nightly.
Lo stesso test effettuato il 15 maggio 2010 ha mostrato che la prima Platform Preview di Windows Internet Explorer 9 (che utilizzava l'allora corrente versione di Chakra) era più veloce di Firefox (con SpiderMonkey), ma più lento di Safari (con SquirrelFish Extreme), Chrome (con V8) e Opera (con Carakan).
L'8 marzo 2011, Microsoft ha pubblicato i risultati che mostravano che la versione finale di Windows Internet Explorer 9 a 32 bit (che utilizzava la versione corrente di Chakra) era più veloce di Safari, Firefox (con TraceMonkey), Chrome e Opera.
I test per le prestazioni effettuati da ZDNet nel marzo 2011 hanno concluso che Windows Internet Explorer 9 (a 32 bit), Chrome 10 e Firefox 4 Release Candidate erano "pressoché identici".
| Versione di Internet Explorer | Tempo medio (ms) | Incremento (%) |
| ----------------------------- | ---------------- | -------------- |
| 8.0                           | 3746             |                |
| 9 PDC 2009                    | 832              | +350,24%       |
| 9 PP1                         | 590              | +41,02%        |
| 9 PP2                         | 473              | +24,74%        |
| 9 PP3                         | 347              | +36,31%        |
| 9 PP4                         | 326              | +6,44%         |
| 9 PP5                         | 322              | +1,24%         |
| 9.0 beta                      | 322              | +1,24%         |
| 9 PP6                         | 292              | +10,27%        |
| 9 PP7                         | 216              | +35,19%        |
| 9.0 RC                        | 209              | +3,35%         |
| 9.0                           | 214              | -2,34%         |